# ENCORE VII OKAMURA TAKAKO PREMIUM LIVE 2012 CHRISTMAS PICNIC
『ENCORE VII OKAMURA TAKAKO PREMIUM LIVE 2012 CHRISTMAS PICNIC』（アンコール・セブン おかむらたかこ プレミアム・ライブ にせんじゅうに クリスマス・ピクニック）は、岡村孝子通算7枚目のライブ映像作品。2013年3月27日発売（DVD-Videoのみ）。発売元はヤマハミュージックコミュニケーションズ。規格品番はYCBW-10035。

## 解説
岡村孝子のクリスマス・シーズン恒例企画である「Christmas Picnic」の、2012年12月24日公演を映像化した作品である。渋谷公会堂で開催された。DVD-Video化より前にWOWOWにてテレビ放送されたが、映像・構成は商品化にあたり再編集されている。ライブ映像作品は『Encore VI OKAMURA TAKAKO CONCERT TOUR 2005 Sanctuary』（2005年11月23日発売：BVBR-11058）以来であるが、そのあいだにあみん名義で『25th Anniversary Aming Concert Tour 2007 In the prime 〜ひまわり〜』（2007年12月19日発売：BVBR-11087）が発売された。
コンサートでは新曲として「NO RAIN, NO RAINBOW」が初披露され、本作品にも収録された。また、本映像をベースとしたミュージック・ビデオが制作された。「世界中メリークリスマス」は、あみんの復帰第1弾スタジオ・アルバム『In the prime』（2007年7月25日発売：BVCR-11105）収録曲の岡村孝子ソロ・バージョンである。
初回限定生産盤のみ三方背ボックス入りで、17枚目のスタジオ・アルバム『NO RAIN, NO RAINBOW』（YCCW-10198）と同時発売された。アルバムと映像作品の同時発売は、岡村のソロ活動においては2005年以来である。発売当時には、ダブル購入者に向けた抽選の購入特典があった。

## 収録曲
1. どんどん
2. 夢の途中
3. クリスマスの夜
4. Merry X'mas to you 〜子供たちの明日が平和でありますように〜
5. IDENTITY
6. 愛という名の翼
7. 勇気 〜courage〜
8. forever
9. NO RAIN, NO RAINBOW
10. adieu
11. 星屑に願いを
12. 四つ葉のクローバー
13. Baby, Baby
14. 夢をあきらめないで
15. ずっと
16. 虹を追いかけて
17. 世界中メリークリスマス
18. 天使たちの時（ボーナス・トラック）

- 全作詞・作曲: 岡村孝子

## 関連作品
- 私の中の微風 M-13
- Andantino a tempo M-14
- SOLEIL M-3
- Eau Du Ciel（天の水） M-16
- Kiss 〜à côté de la mer〜 M-10
- SWEET HEARTS M-2
- BRAND-NEW M-6
- 四つ葉のクローバー M-12
- TOY BOX M-4
- In the prime（あみんのアルバム） M-16
- 未来へのたすき（あみんのアルバム） M-8
- 勇気 M-1・5・7・11・15
- NO RAIN, NO RAINBOW M-9

## 公演日程
|   | 公演日         | 会場                           |
| 1 | 2012年12月2日  | 大阪なんばHatch                |
| 2 | 2012年12月3日  | 名古屋クラブダイアモンドホール |
| 3 | 2012年12月24日 | 渋谷公会堂                     |